# Nathalie Daoust
Nathalie Daoust (Montreal, 31 de marzo de 1977) es una fotógrafa canadiense residente en Berlín.  

## Biografía

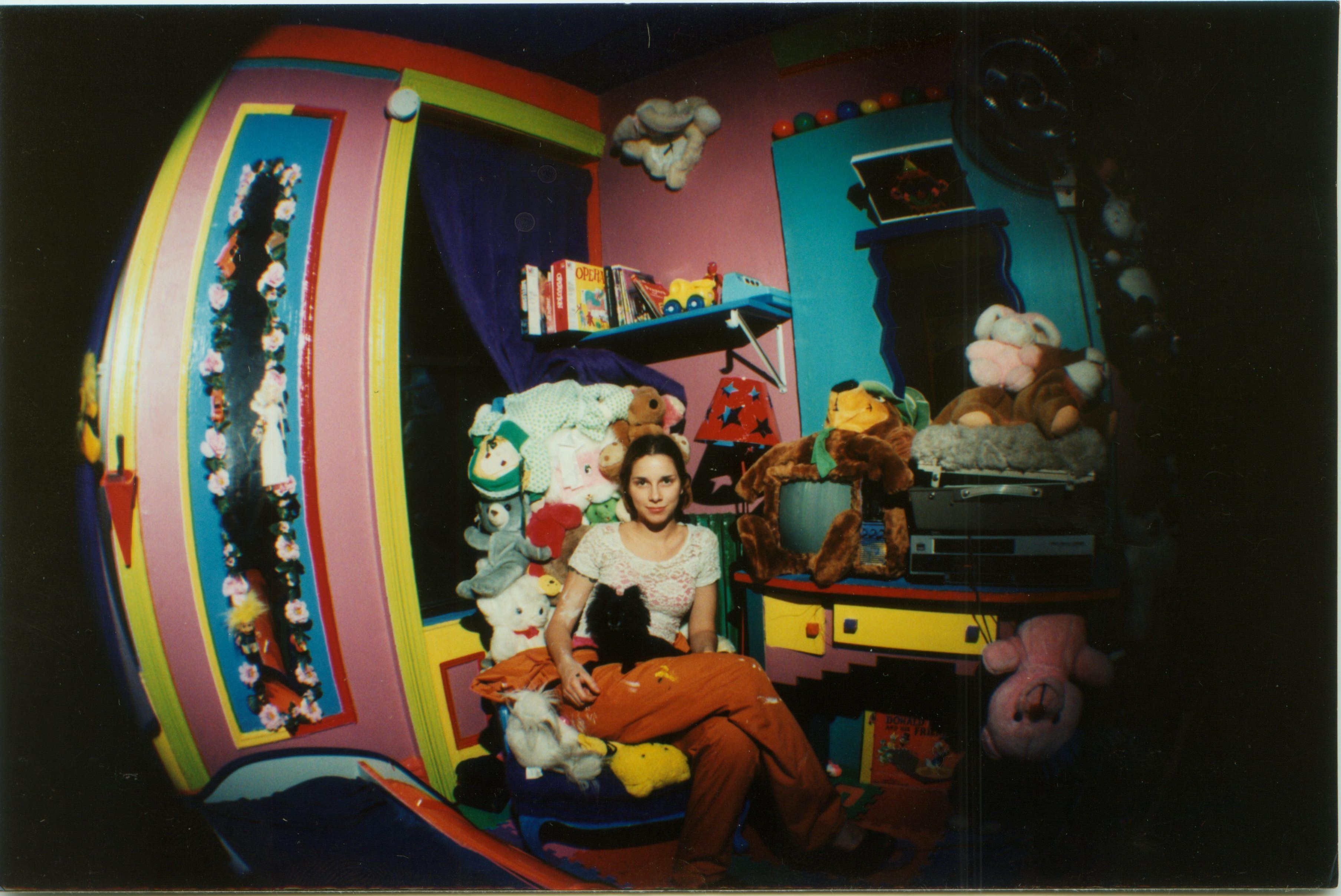
Room 11b Carlton Arms - New York

Estudió fotografía en Montreal entre 1994 y 1997 en el Cégep du Vieux Montreal. Desde sus comienzos se interesó por los aspectos del intimismo y el misterio que rodean la sexualidad femenina y sus manifestaciones, buscando desmontar las limitaciones de la mujer promovidas por prejuicios y estereotipos de género.

A finales de los años 90, irrumpe en la escena con fotografías habitaciones temáticas en el Carlton Arms Hotel de Nueva York, cuyo resultado fue la publicación de su primer libro, New York Hotel Story.
Trabaja la fotografía analógica y experimenta con métodos tradicionales usados en laboratorio. Su obra ha sido exhibida internacionalmente y sujeto de numerosas publicaciones y premios.

## Proyectos

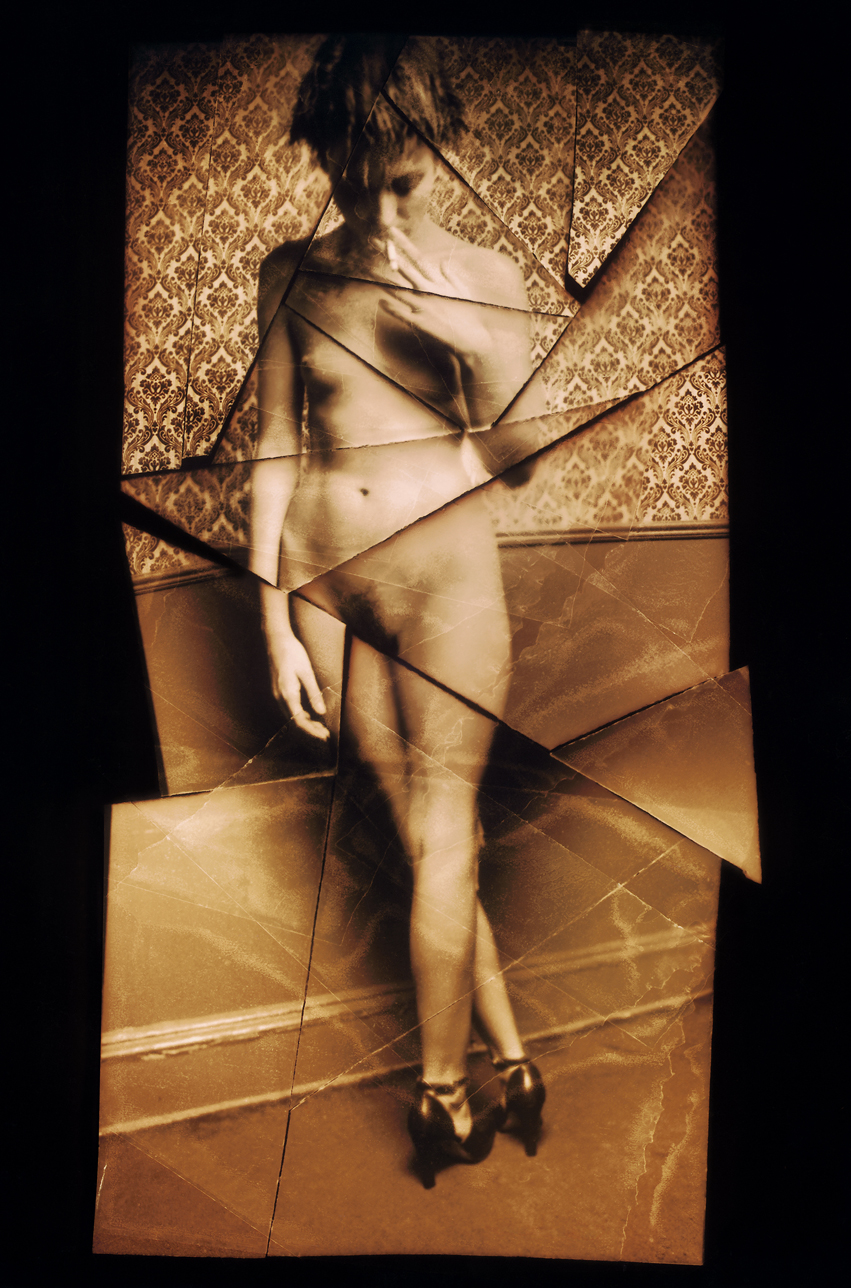
New York Hotel Story, USA

New York Hotel Story, Estados Unidos:
En 1997 Daoust fue invitada a decorar una habitación en el hotel Carlton Arms de Nueva York, un hotel que durante 40 años ha invitado a artistas como Banksy, Andre Charles y Paco Simone a transformar sus habitaciones y espacios. Daoust creó un ‘sueño de infancia’ lleno de juegos y suaves peluches, totalmente pintado con pinturas brillantes de Crayola. Después de transformar su habitación, Daoust se queda en el hotel Carlton Arms con la intención de explorarlo fotográficamente.
Durante los dos años siguientes, se aloja alternadamente en cada habitación para absorber el universo particular de cada artista. Las imágenes resultantes exploran la interacción entre el sujeto y el espacio, interactuando con la incertidumbre del yo convirtiéndose la habitación en un mundo microcósmico. Las fotos resultantes fueron publicadas en un libro con el mismo nombre en 2002.

Tokyo Girls, Japón:
Tokyo Girls es una serie de imágenes de animación que retrata 30 mujeres de todo el mundo unidas en Japón para realizar streapteas. Se usa la técnica fotográfica de impresión lenticular, una técnica que genera una ilusión de movimiento; la mujer parece que baila, improvisa y seduce delante de nuestros ojos, quedando atrapados en un círculo de seducción y deseo. Mientras que su destino puede parecer melancólico, las bailarinas tienen cierto aura de frivolidad, personificada en la mujer que nos guiña tímidamente mientras continúa su danza. A pesar de compartir la misma ocupación, cada retrato representa un individuo único. Fotografiado contra un fondo blanco las mujeres son capaces de contarnos sus propias historias comunicándose con el movimiento y su expresividad. Daoust no las permite convertirse en estereotipos, y las deja revelar el artificio consciente de su oficio.

Entre Quatre Murs, Alemania:
Enfocándose en la construcción de la identidad femenina, Entre Quatre Murs, Berlín, es una serie de composiciones que involucra mujeres y espacio. Cada imagen es una composición de elementos, separados de la fotografía original e impresa en capas transparentes de película ortocromática. Superponiendo esas capas la imagen se reconstituye en tres dimensiones. Esta secuencia de retratos tridimensionales transparenta el cuerpo femenino, Daoust entrelaza los sujetos con su entorno hasta que la distinción entre sí mismas y el ambiente casi desaparece. Disolviendo los límites entre el interior y el exterior las escenas reflejan y sugieren una instantánea microcósmica de la mente.

Street Kiss, Brasil:

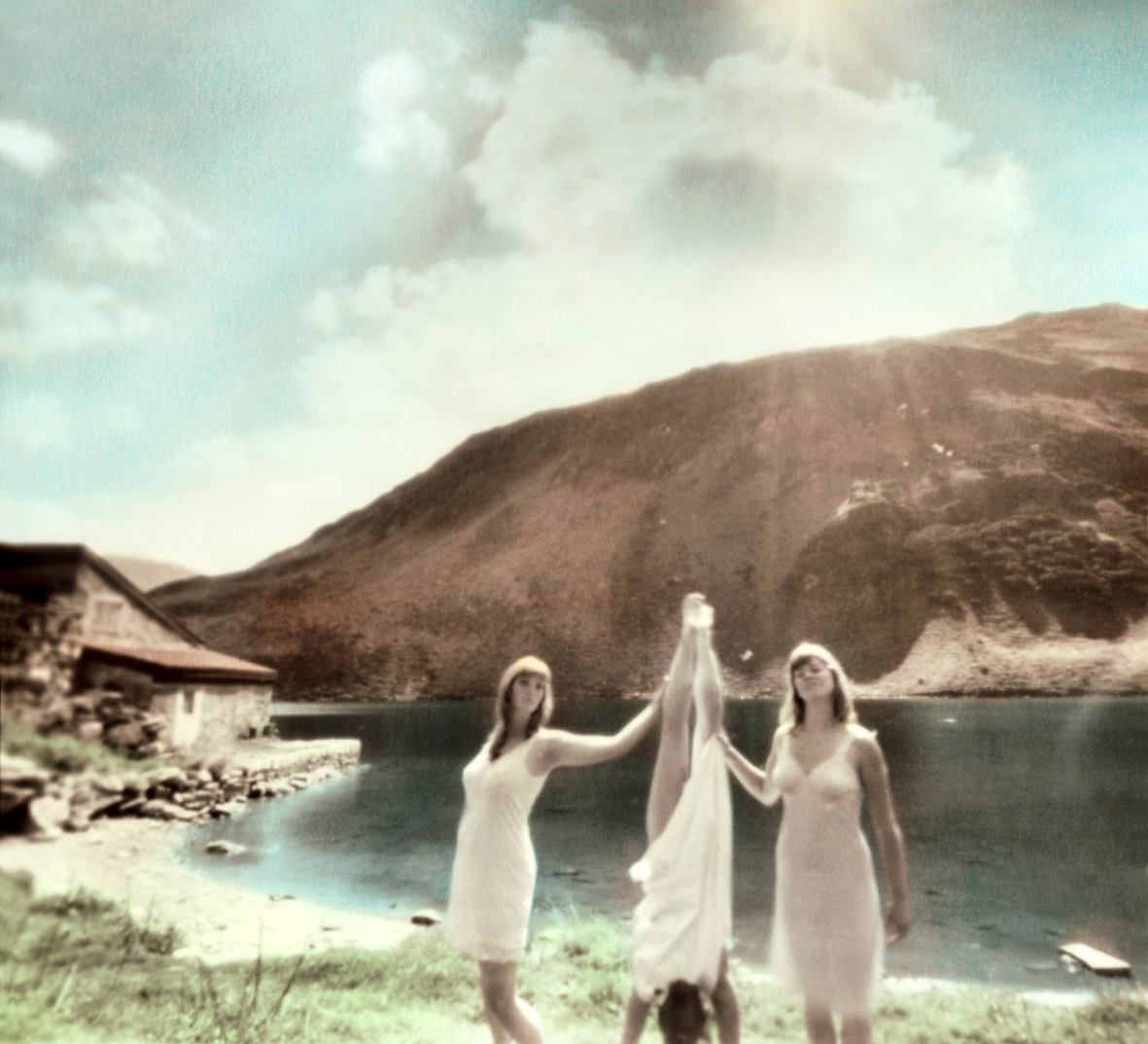
Frozen In Time, Switzerland

En Street Kiss, Daoust captura las condiciones de vida y de trabajo de las trabajadoras sexuales del burdel Nicacio en Río de Janeiro. Nicacio es tanto un lugar para el rápido  comercio sexual así como un lugar decorado por artistas, las mujeres que trabajan allí también han fundado una marca de ropa, Daspu, para recaudar beneficios para las trabajadoras de prostitución.
Como mujer fotógrafa Daoust interrumpe el intercambio entre el sujeto y el espectador tradicional, permitiendo a esas mujeres actuar no como objetos pasivos bajo la mirada de un hombre, si no como participantes activas en la creación de su identidad de género. De esta manera las mujeres, el arte y la lucha por su dignidad en la vida se unen.

Frozen In Time, Suiza:
Establecido en un territorio ambiguo donde los sueños y la realidad se chocan, esta serie pintada a mano sobre imágenes estenopeicas en blanco y negro yuxtapone el escenario idílico de los Alpes suizos con cuerpos femeninos, figuras colocadas al azar como muñecas descartadas. Estas mujeres no identificadas quedan deliberadamente ambiguas, evocando un sentido universal de pérdida y desequilibrio. 
En este estado alterado de la realidad, la quietud y el silencio impregnan cada imagen. Es un silencio casi posapocalíptico, el paisaje salpicado de elementos hechos por el hombre, monumentos en ruinas para un mundo en desaparición. 

Tokyo Hotel Story, Japón:

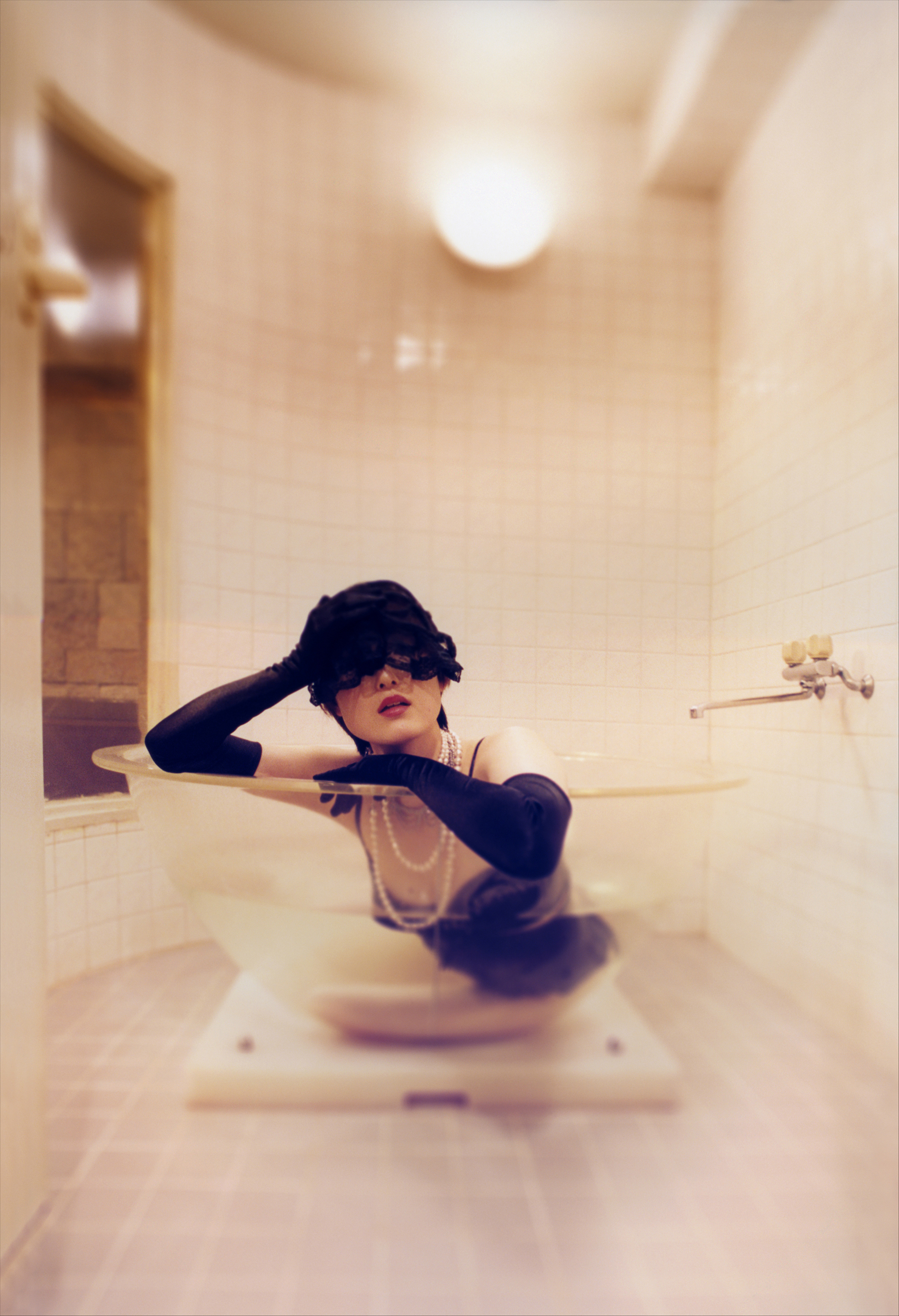
Tokyo Hotel Story, Japan

Tokyo Hotel Story continua la exploración de Daoust sobre la sexualidad femenina y la subversión de los estereotipos de género. Durante cuatro meses Daoust participó con las dominatrices en uno de los principales hotels de ‘amor’ S&M love hotels, el Alpha-In. Ella fotografió a 39 mujeres en sus habitaciones privadas, rodeadas por sus enseres y vestidas con los atuendos que definen su oficio. Este trabajo lleva al observador más allá de los tabús desvelando el deseo humano de escapar de la realidad, creando mundos alternativos que oscilan entre la fantasia, la verdad y la perversion.

Impersonating Mao, China:
Este documental fotográfico captura el mundo interior de Zhang, un hombre que se apropia alternativamente de la persona de Mao Zedong, fundador de la República Popular de China. Fotografiada en una antigua película china, los negativos fueron manipulados físicamente en el cuarto oscuro y luego sellados con resina de color ámbar para crear un mundo insustancial de ilusión. Cada escena es un equilibrio deslumbrante de suavidad y dureza, de memoria desvanecida que choca con un presente insistente. Estas imágenes invitan al observador a reflejar las nociones de poder e impotencia, cómo un hombre busca hacerse a sí mismo visible asumiendo una personalidad tan controvertida.

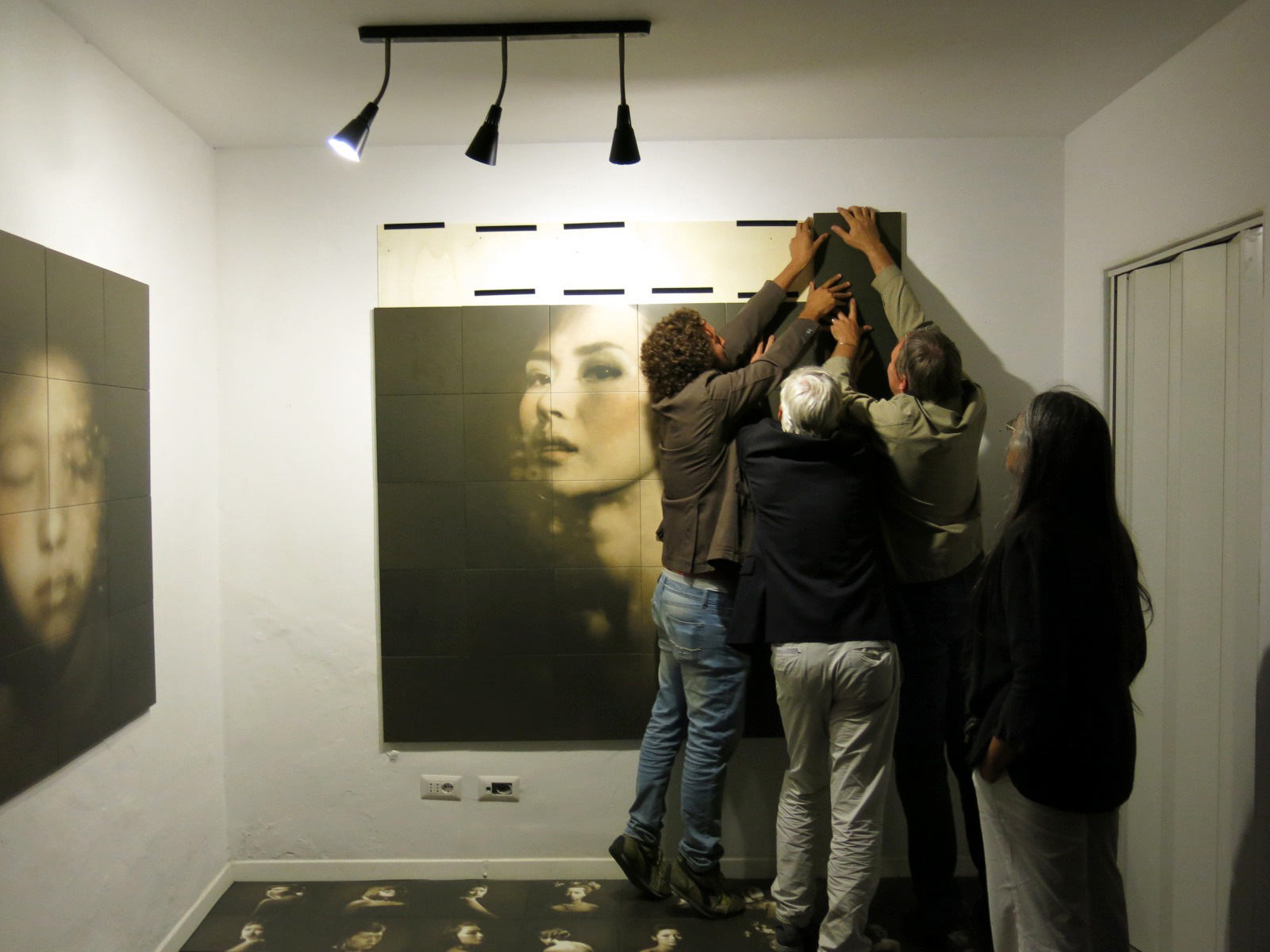
China Dolls, China

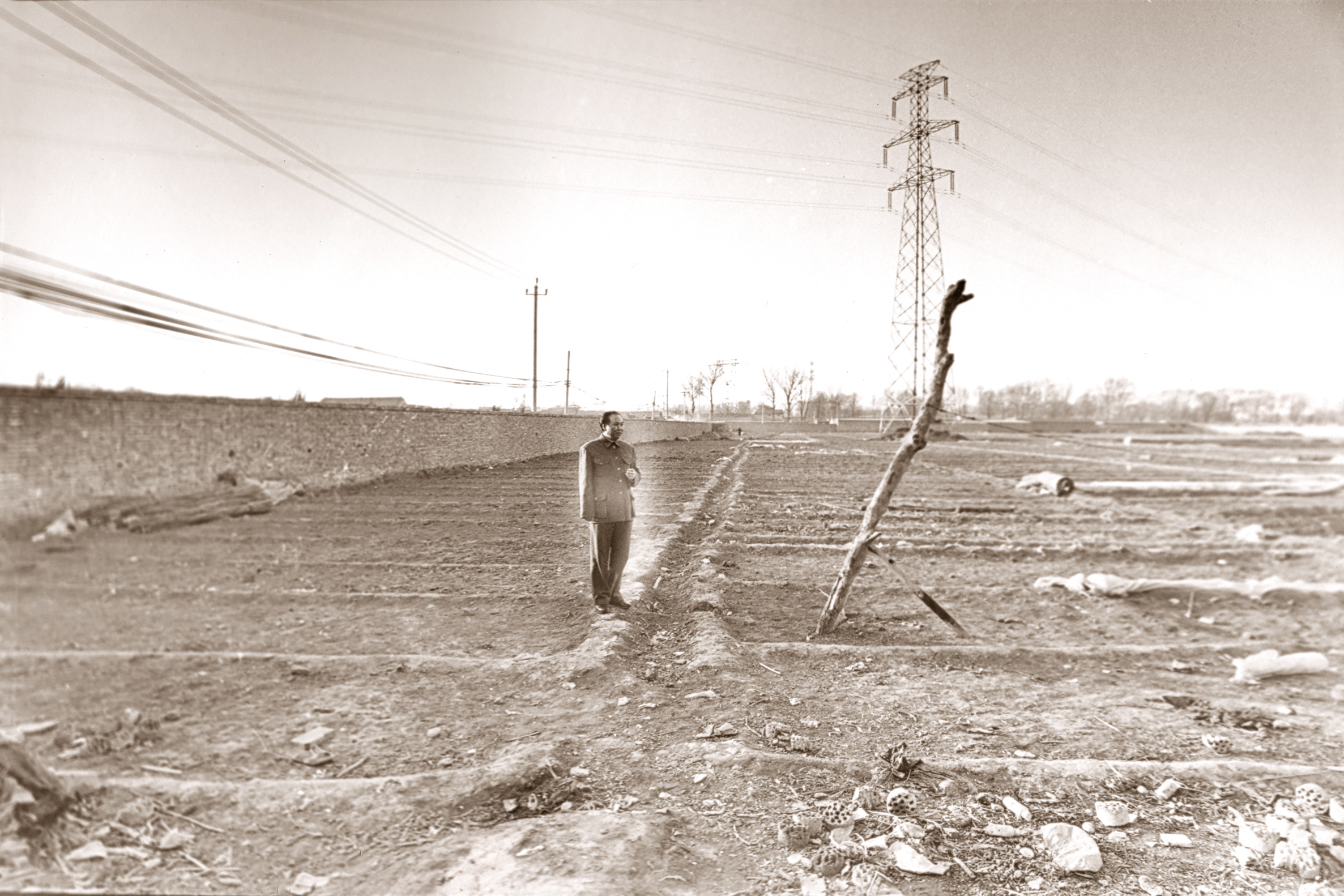
Impersonating Mao, China

China Dolls es un estudio de las mujeres chinas contemporáneas, el papel que desempeñan en la sociedad y las consecuencias de la política del hijo único del país.[4] Fotografiada individualmente en una habitación a oscuras, Daoust despoja por completo la escena de significantes externos, destacando a mujeres que, según el artista, “permanecieron en las sombras”. Estos cuadros líricos y abortados personifican los sentimientos de alteridad y extramundanidad que atraviesan su obra. Cada impresión en blanco y negro está coloreada a mano e impresa en baldosas de cerámica, lo que refuerza la noción de "Muñeca China" y refleja la frágil situación de la mujer china moderna.

Korean Dreams, Corea del Norte
Korean Dreams, es una serie compleja que investiga la inquietante vacuidad de Corea del Norte. Las imágenes de Daoust revelan un país que parece existir fuera del tiempo, como un espejismo cuidadosamente coreografiado.[5] Ha pasado gran parte de su carrera explorando el mundo quimérico de la fantasía: los deseos ocultos y los impulsos que obligan a las personas a soñar, a vestirse, a ir más allá de los límites de lo convencional y a escapar de la realidad. Con Korean Dreams, Daoust está explorando este impulso escapista no como una elección individual, sino como una forma de vida impuesta a toda una nación.

## Algunas publicaciones
New York Hotel Story (book, 2002)
Book ‘A Process’ Der Greif magazine, Alemania
Twill magazine, Francia
1814 magazine, EEUU
European Photography Magazine, Alemania
Drome magazine, Italia
Art Le Sabord magazine, Canadá
Front magazine, Canadá
Border Crossings art magazine, Canada
Vice magazine, EEUU
Elephant Magazine, Reino Unido
AnOther Magazine, Reino Unido
Spiegel Magazine, Alemania
PHOTO magazine, Francia
Dry Magazine, Dinamarca
El País, España
Silvershotz magazine, Australia
PhotoEd magazine, Canadá
PhotoArt magazine, República Checa
Helsingin Sanomien, Finlandia
The Bite Magazine, Reino Unido
NY Arts magazine (2006), EEUU
British Journal of Photography (2003), Inglaterra
La Presse (2003), Canadá
Eyemazing magazine (2014), Holanda
Art World Magazine (2013), China
Fine Art Photo magazine (2010), Alemania
Vision magazine (2010), China
Dp Arte Fotográfica (2018), Portugal
PhotoWorld magazine (2008), China
Zoom photography magazine (2008), Italia